# 侯村乡 (阳曲县)
侯村乡，是中华人民共和国山西省太原市阳曲县下辖的一个乡镇级行政单位。

## 行政区划
侯村乡下辖以下地区：
侯村、赵庄村、石城村、桥沟村、青龙村、西黄水村、尧子尚村、张拔村、洛阳村、西万寿村、黄道沟村、小岗头村、店子底村、上阳寨村和西龙庄村。